# Островной батис
Островной батис (лат. Batis poensis) — вид птиц из семейства сережкоглазок.

### Этимология названия
Английское название вида отсылает к Острову Фернандо-По (первоначальное название о. Биоко), названному в честь португальского мореплавателя Фернандо По.

## Распространение
Эндемики острова Биоко (Экваториальная Гвинея). Живут в лесах и на плантациях какао.

## Описание
Длина тела 10,5 см. Вес 8,8—9,4 г. У самцов чёрные корона и верхняя сторона тела, нижняя сторона, горло и полосы на крыльях белые, хвост чёрный. Самка более тусклая сверху, имеет каштановый передник на грудке.

## Биология
Питаются насекомыми, при этом крупных, имеющих экзоскелет, сначала разбивают ударом о ветку.